# Khatan
Khatan, Khatun ou Khatan (mongol : ᠺᠠᠲᠦᠨ, VPMC : qatun, cyrillique : хатан, MNS : khatan), titre des princesses, reines et impératrices mongoles, féminin mongol de khan et Khagan (mongol хаан, trans. : khaan). Les khatans jouent un rôle important dans l'établissement de liens dynastiques menant à la formation de l'Empire mongol et ont une position politique et économique élevée au sein de la société mongole. 

## Étymologie
Selon Bruno De Nicola, dans Women in Mongol Iran: The Khatuns, 1206-1335, les origines linguistiques du mot Khatan sont inconnues, mais peut-être vient-il du vieux turc ou du sogdien. Khatan signifiait « dame » ou « femme noble » bien avant les conquêtes mongoles de l’Asie centrale et se rencontre dans divers textes médiévaux perses et arabes.
Le turc médiéval a créé la forme alternative khanoum, khanym, qui au départ signifie « mon prince » (cf. bégum à partir de beg : seigneur), comme dans Bibi Khanoum, épouse de Tamerlan. Ce mot se retrouve avec le sens de « madame » en persan moderne (khanom) et turc moderne (hanım).
En turc, on trouve aussi la graphie hatun (« dame »), qui fait pendant au çelebi (« seigneur ») des princes (cf. Yakub Çelebi et Nefise Hatun, respectivement fils et fille de Murad Ier).

## Place de la Khatan

### Rôle dynastique
Le rôle des mariages dynastiques est essentiel afin de forger des alliances entre deux lignées. Les épouses des Khans et des dirigeants locaux sont des femmes éduquées et douées qui se distinguent en parvenant à conquérir la sphère politique de leur époque. Elles sont particulièrement considérées comme importantes. La femme mongole peut effectuer les mêmes activités que les hommes, peut chasser, participer aux guerres, dépasser les tâches dédiées au foyer et aux travaux ménagers. De plus, en matière de droits matériels et immatériels, hommes et femmes se trouvent pratiquement égaux.
Le rôle des mariages dynastiques et, par extension, des Khatan est essentiel dans les dynamiques dynastiques. Chez les Mongols des XIe et XIIe siècles, l'exogamie est obligatoire et les mariages entre clans et maisons dynastiques sont au cœur de la dynamique aristocratique menant à la formation de l'Empire mongol. Après la formation de l'Empire mongol, les pratiques mongoles s'institutionnalisent et les mariages s'effectuent soit au travers d'une demande officielle, soit de combats, soit d'enlèvement. Les unions matrimoniales permettent aux clans de s'allier entre eux et les filles et fils des deux clans se marient entre eux afin de renforcer l'alliance. Pour cette raison, les khans choisissent une femme parmi leurs sujets nomades les plus importants. Les princesses mongoles sont quant à elles des représentantes politiques envoyées au sein des cours étrangères et tributaires afin d'y épouser un prince. Ces unions en font des émissaires de Gengis Khan qui reçoivent ses instructions.

### Rôle politique et économique
En devenant Khatan, l'épouse reçoit un ordu (horde ou campement palatial) des droits et des fonctions. Certaines khatans ont une position plus importante et respectée que les autres femmes en raison de leur importance politique, comme c'est le cas pour les femmes de Gengis Khan par rapport aux autres Khatan de l'empire. Les femmes ont également les meilleures places lors des convois de sorte que tout le monde les voit lors des déplacements.
Les Khatans prennent part aux affaires politiques, comme les qurultay, sont consultées pour les questions de succession du khan ainsi que pour la nomination des ministres. Elles s'impliquent dans la conduite des guerres ou le châtiment des criminels. Elles disposent également d'une suite et d'un campement générant un revenu foncier pour faire face à leurs dépenses.
Un cas notable est celui de Sorgaqtani, première khatan de Tolui qui récupère l'ensemble du pouvoir politique et des richesses impériales au décès de celui-ci. Le fonctionnement des héritages reste encore méconnu et ce parce que les femmes y jouent un rôle dont le fonctionnement n'est compris que de manière parcellaire. La fortune des Khans augmente lors des conquêtes et pillages, et ces attaques sont l'occasion d'obtenir des butins mobiliers également. Le fait est que la moitié des butins de guerre revient également aux femmes. Cette méthode permet, au départ, de financer les ordu des femmes grâce aux butins de guerre, aux cadeaux et dons des khans. Mais par la suite, les femmes entretiennent le financement de leur ordu par l'intermédiaire de tributs.
Enfin, deux pratiques répandues parmi les Mongols permettent la préservation des richesses aux mains des Khatan. D'une part, le lévirat permet à une épouse de transiter d'une maison dynastique à l'autre, évitant les cas de figures où un Khan ne possède qu'une seule épouse ou qu'une Khatan ne possède plus d'époux. D'une autre, en cas de décès d'une Khatan, leurs possessions et leur ordu n'est pas transmis à leurs enfants comme c'est le cas lors du décès d'un Khan, mais aux autres épouses principales ou directement au Khan si celui-ci ne possède plus d'épouses principales lors du décès. Certaines sources semblent indiquer que les filles font également partie de la répartition de cet héritage.

## Liste de Khatan
- Alaqai Beki, fille de Gengis Khan.
- Anu khatan, reine des Dzoungars, fille d'Ochirt Tsetsen Khan et épouse de Sengge Khuntaij, puis par lévirat, de son frère Galdan Boshugtu Khan.
- Bagdâd Khâtûn (? — 1335), des Tchoupanides.
- Börte, épouse de Gengis Khan, issue du clan des Khongirad.
- Chabi, épouse de Kubilai Khan, issue du clan des Khongirad.
- Delchâd Khâtûn (? — 1352), des Tchoupanides.
- Doqouz Khatan, épouse de Houlagou, chrétienne nestorienne issue du clan des Kéraït, qui fit épargner les chrétiens lors de la prise de Bagdad par les Ilkhanides, en juillet 1258.
- Oghul Qaïmich, épouse de Güyük, qui assura un temps la régence.
- Orghana Qatun, règne de 1252 — 1261, dynastie des Djaghataïdes.
- Sanniangzi, épouse d'Altan Khan, issue du clan des Torgut.
- Sorgaqtani Beqi (Bekhi, autre titre de noblesse), première épouse principale de Tolui.
- Töregene, épouse d'Ögödei, issue du clan des Naïmans, elle a assuré la régence de Mongolie jusqu'en 1246.
- Zumurrud Kathun (ca), épouse d'Al-Mustadhi, dont le mausolée (en) est toujours présent à Bagdad.